# Polipsiquismo
Multiplicidade, também conhecida como pluralidade ou polipsiquismo, é o fenômeno psicológico ‎em que um corpo pode exibir múltiplas personas ou subpersonalidades distintas‎. Não necessariamente patológico, o conceito moderno surgiu da psiquiatria romântica e dinâmica do século XIX, refletido por exemplo na noção do dissociacionismo e dos complexos a partir da escola psicológica francesa; além de servir de modelo explicativo a alguns estados alterados, também houve afirmações por teóricos de que todos apresentam subpersonalidades em situações normais, por exemplo durante os sonhos. Este fenômeno pode ser caracterizado também por distúrbio identitário, transtorno dissociativo de identidade e outros transtornos dissociativos não especificados, entre outras coisas, que algumas pessoas descrevem a sua experiência de multiplicidade como uma forma de neurodiversidade, não é, necessariamente, uma condição que exige um diagnóstico. Desde 1994, o DSM (Manual Diagnóstico e Estatístico de Transtornos Mentais) não faz referência a "desordem de personalidade múltipla" em favor de qualquer um dos outros termos.
Multiplicidade é considerada um grande divisão da personalidade. Um "sistema" em um corpo que contém vários diferentes eus (em inglês:  selves), também chamados de alters, pessoas ou pessoalidades (ou pessoidades), em vez de várias personalidades, que cada um pode controlar o comportamento do corpo de cada um por vez e alternar entre si de forma voluntária ou involuntariamente. Alguém que vivencia a multiplicidade é descrito como um "múltiplo", um "sistema" ou "plural", enquanto uma pessoa que não enfrentar a multiplicidade pode ser descrita como uma "singlet" (síngulo), como existe apenas uma única identidade no corpo.

## História
Ao longo da história, diversas culturas tiveram conceitos de fantasmas, musas, e fluências de "eus". Este foi estendido a conceitos recentes tais como tulpamância. Além disso, alguns indivíduos ao longo da história, afirmaram que foi tomado por um espírito, alma, ou espírito.
Platão descreveu a alma ("psiquê") como tendo três partes, chamando-as de Logos (racionalidade), Eros (amor erótico) e Timós (desejo). De acordo com Carter, Shakespeare mostrou exemplos de suas obras de literatura; personagens como Hamlet e Macbeth tinham personalidades distintas, que variavam ao longo de suas respectivas obras.
No início da psiquiatria dinâmica, o polipsiquismo foi um dos dois modelos da mente desenvolvidos, o outro sendo o do dipsiquismo. Ambos foram utilizados para explicar a cisão da personalidade central em estados dissociativos, como durante a hipnose, sonambulismo magnético e outros quadros, e contribuíram à formação do conceito de inconsciente.
Um ancestral direto do polipsiquismo é encontrado no psychiker Johann Christian Reil (1759–1813), que seguia o pensamento schellinguiano e afirmava que na insanidade havia uma fragmentação do eu; alguns estudiosos veem em Schelling um precursor do dissociacionismo e da afirmativa de que o sujeito seria plural em sua constituição. Segundo Henri Ellenberger, o termo "polipsiquismo" talvez foi cunhado pelo magnetizador Durand de Gros (1868), que dizia que o organismo era dividido em vários segmentos, sub-egos com consciência, memórias, percepções e funções psíquicas próprias, subordinados ao ego-chefe da consciência habitual. Ele chegou a afirmar até mesmo que durante uma anestesia cirúrgica, os sub-egos sofriam, embora o ego-chefe não estivesse consciente. O filósofo Edmond Colsenet depois elaborou essa teoria, vinculando-a ao sistema de Leibniz da hierarquia de mônadas. A interpretação dos sonhos como apresentando aglomerados de personalidades para além da consciência do sonhador e a abordagem de investigadores psíquicos para fenômenos como possessão espiritual e mediunidade também levou à preferência da adoção do polipsiquismo como modelo explicativo, em lugar do dipsiquismo, por exemplo pelo pesquisador George Nugent Merle Tyrrell.
Pierre Janet foi um psicólogo polipsiquista inicial, que via o fenômeno como patológico. Ambos Sigmund Freud e Carl Jung evoluíram de um modelo dipsiquista para um polipsiquista. Carter diz que Freud apoiou a noção de personalidades diferentes, quando ele veio com o Id, Ego e Superego, argumentando que há uma divisão entre o consciente e mente inconsciente. Carl Jung propôs: "muitos contêm a unidade do um, sem perder as possibilidades de muitos". Jung reformulou o conceito romântico de polipsiquismo em sua teoria da autonomia dos complexos afetivos e arquétipos, inspirado pela escola francesa do dissociacionismo, a qual afirmava que agregados de ideias e imagens possuíam a própria personalidade e não eram meros elementos atômicos da psique; nisso, Jung recebeu influência principalmente de Janet, porém não considerava a multiplicação como necessariamente patológica.
Carter diz que o psicólogo italiano Roberto Assagioli desenvolveu uma abordagem da psicologia chamado psicossíntese, e pensava muitas personalidades que um indivíduo não está consciente de que podem estar presentes.
O modelo polipsiquista pode ser considerado um predecessor das teorias de Philip Bromberg e Ernest Hilgard. O fenômeno do cérebro cindido e modularidade massiva também são exemplos do pensamento polipsiquista.
Na literatura, o conceito psicológico se difundiu no retrato de personagens pelos escritores Luigi Pirandello, James Joyce, Italo Svevo, Henri-René Lenormand, Virginia Woolf, e principalmente por Marcel Proust.

## Multiplicidade como sistema de identidades plurais
Muitas pessoas que vivenciam uma multiplicidade a fazem como um "sistema" de vários, principalmente, eus independentes dentro de um mesmo corpo físico, cada um com seus próprios nomes, pensamentos, emoções, padrões de comportamento, preferências e memórias, junto a suas próprias identidades sociais de gênero e orientação sexual. Os membros de um sistema, também chamados de headmates (companheiros da cabeça), podem possuir identidades etárias diferentes da corporalidade física, alguns se incluindo como crianças às vezes chamada de littles, bem como identidades raciais divergente da corpórea, chamados de parétnicos. Os membros podem, muitas vezes, ser agrupados em subsistemas ou famílias. Eles são referidos como "membros", "alters", ou "pessoas residentes". "Alter" é às vezes considerado depreciativo pela comunidade porque isso implica que os membros de um sistema não são pessoas integras em seu próprio direito. Um membro pode assumir o controle dos comportamentos do sistema em um determinado momento, isso é conhecido como "fronting" (defrontamento). "Switching" (a troca) ocorre quando um membro diferente começa a defrontar. Pode acontecer voluntaria ou involuntariamente.
Os sistemas traumagênicos são desenvolvidos durante a infância antes da idade de 6 a cerca de 9 devido à extensa trauma. Amnésia separa essas memórias em uma idade jovem, e esta barreira da amnésia impede a identidade da criança de ser totalmente integrada dentro de uma personalidade, de modo que as identidades separadas desenvolvem por si só, para compensar essa amnésia, fragmentando-se. Muitas vezes, alters não vão saber o que os outros fazem, enquanto o outro que está defrontando, devido a esta amnésia, é destinado a manter o corpo seguro, protegendo-o de mais danos emocionais. Sistemas que surgem por razões outras que não traumas são chamados de endogênicos, abrangendo os que são neurogênicos e parogênicos ou metagênicos, que são origens de neurodivergências, que não são TDI ou OSDD-1, e voluntárias, que são os criados por meios metafísicos ou baseados no pensamento, como alternativa não culturalmente apropriativa de tupas.
Dentro de um sistema, normalmente há um host (anfitrião/hospedeiro) "principal", que é muitas vezes a "parte" sem o conhecimento do passado traumático eventos. Este host normalmente controla as ações do corpo sobre atividades do dia-a-dia. Pode haver outros membros dominantes e os membros que permanecem latentes/dormentes ou escolhem não defrontar.
Cada sistema é único quando se trata de organização, profundidade e amplitude de memória, e o quanto eles podem controlar a comutação entre os seus diferentes membros. Muitas vezes usar a primeira pessoa do plural pronome "nós" em vez da primeira pessoa do singular do pronome "eu".
A maioria dos múltiplos performam bem o cotidiano. Algumas pessoas usam a multiplicidade como um meio de lidar (coping). Múltiplos têm formado várias comunidades on-line e fóruns para apoiar uns aos outros e discutir suas experiências únicas. Um estudo de psicologia em 2017 estima que em torno de 200 a 300 pessoas fizeram parte destas comunidades, no entanto, a comunidade on-line é muito maior, como pessoas múltiplas podem encontrar umas às outras ao navegar por hashtags relacionadas a multiplicidade em sites/aplicativos mainstream, tais como Tumblr, Twitter e Instagram.

## Retrato da mídia
O atual retrato da multiplicidade não representa plurais de forma realista ou diversa. Filmes muitas vezes retratam sistemas de um modo ala Dr Jekyll e Mr Hyde, onde o host luta contra o alter ego abusivo. A multiplicidade é muitas vezes confundida com o transtorno de personalidade borderline, esquizofrenia e transtorno de personalidade antissocial, que são representados da mesma forma como inerentemente violenta e vergonhosa por a ter. Múltiplos, muitas vezes, desejam descrever tanto os aspectos positivos e negativos da sua experiência, de forma respeitosa e compreensiva.
Alterar os estereótipos negativos de pessoas neurodiversas/com transtorno mental pessoas em representações precisas é considerado importante devido ao impacto na saúde mental, aumentando o apoio social e o acesso aos cuidados essenciais de saúde para pacientes. A representatividade múltipla é parte de um movimento mais amplo de autodeterminação e mudança na maneira que transtornos mentais são retratados na mídia.

## Multiplicidade como estilos de personalidade
Stephen Braude e Rita Carter usam uma definição diferente de estilo de personalidade, definindo "estilo de personalidade" como "personalidade", propondo que uma pessoa possa ter múltiplos eus (selves) e não ter quaisquer inclinações e preferências relativamente consistentes na personalidade. Isso pode acontecer como uma adaptação a uma mudança de ambiente e papel dentro da vida de uma pessoa e pode ser conscientemente adotado ou encorajado, de forma semelhante à atuação ou ao mascaramento. Por exemplo, uma mulher pode adotar uma personalidade gentil e nutrinte ao lidar com seus filhos, mas mudar para uma personalidade mais agressiva e forte quando vai trabalhar como uma executiva de alto escalão à medida que suas responsabilidades mudam.